# Association des bibliothèques de recherche du Canada
L’Association des bibliothèques de recherche du Canada  (ABRC) est une association regroupant trente et une bibliothèques de recherche, dont vingt-neuf sont des bibliothèques universitaires et deux relèvent du gouvernement du Canada.
L'association a été fondée en 1976.

## Mission et objectifs de l’association
L’Association des bibliothèques de recherche du Canada « s'efforce de fournir aux bibliothèques de recherche les moyens les plus adaptés pour de contribuer à la recherche et à l’enseignement supérieur ; et elle vise à assurer l’efficacité et la pérennité de la communication savante et des politiques publiques permettant de favoriser la recherche et de garantir l’accès le plus large possible à l’information savante. »
L’ABRC a trois priorités :
- transformer la communication savante ;
- influencer les politiques publiques afin de créer un environnement favorable à la recherche et l’innovation ;
- faire progresser la bibliothèque de recherche[2].

Orientations stratégiques pour mai 2019 à mai 2022 :
- Promouvoir le savoir faire
- Assurer un accès pérenne
- Accroître la capacité
- Démontrer l'impact
- Influencer les politiques

## Institutions membres
L’ABRC comprend vingt-neuf bibliothèques universitaires et deux bibliothèques fédérales.

### Bibliothèques universitaires membres
- Université Brock
- Université Carleton
- Université Concordia
- Université Dalhousie
- Université McGill
- Université McMaster
- Université Mémorial de Terre-neuve
- Université Queen's
- Université métropolitaine de Toronto
- Université Simon Fraser
- Université de l'Alberta
- Université de la Columbie-Britannique
- Université de Calgary
- Université de Guelph
- Université de Manitoba
- Université du Nouveau-Brunswick
- Université d'Ottawa
- Université de Regina
- Université de Saskatchewan
- Université de Toronto
- Université de Victoria
- Université de Waterloo
- Université de Western Ontario
- Université de Windsor
- Université de Montréal
- Université de Sherbrooke
- Université du Québec à Montréal
- Université Laval
- Université York

### Bibliothèques fédérales
- Bibliothèque et Archives Canada
- Bibliothèque scientifique nationale (en)